# FUNcube-1
FUNcube-1 (nach dem Start auch AMSAT-OSCAR 73) ist ein Amateurfunksatellit, der gemeinsam von britischen und niederländischen Funkamateuren entwickelt und gebaut wurde. Formell ist FUNcube-1 als niederländischer Satellit registriert.
Der Cubesat-Satellit im Format 1U wurde am 21. November 2013 vom Kosmodrom Jasny aus gestartet. Er wurde gemeinsam von AMSAT-UK und AMSAT-NL gebaut und enthält einen 20 kHz breiten Lineartransponder für Zweiweg-Funkverkehr mit Uplink im 70-Zentimeter-Band und Downlink im 2-Meter-Band.
Die Bodenkontrollstation befindet sich im National Radio Centre der Radio Society of Great Britain beim Museum in Bletchley Park.

## Empfänger

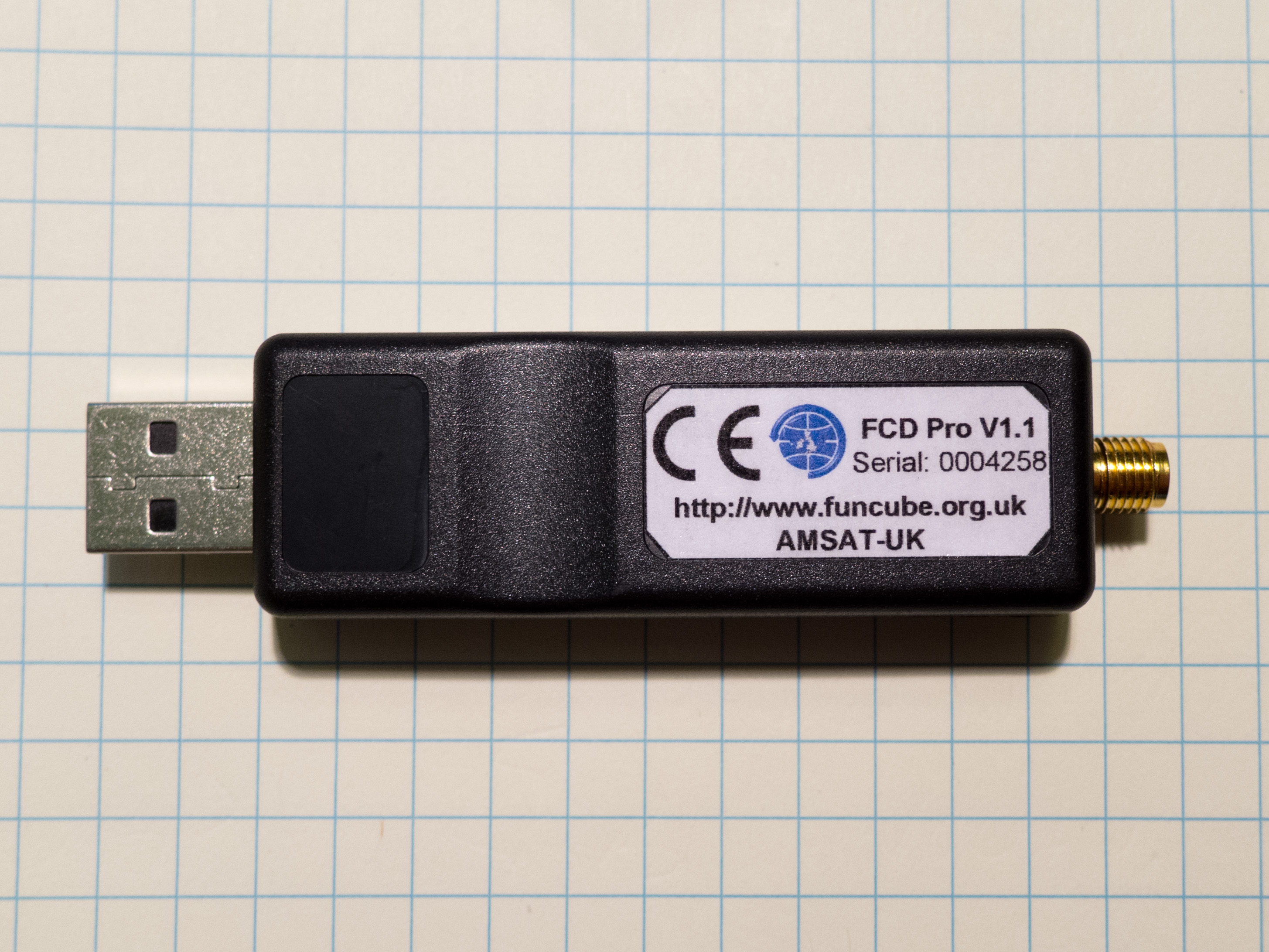
Empfänger mit USB- und Antennenbuchse

Zur Unterstützung von Schulen und anderen Interessenten, die FUNcube empfangen möchten, hat AMSAT einen einfachen SDR-Empfänger in Form eines USB-Sticks entwickelt. Die erste Version hatte einen Frequenzbereich von 64 bis 1700 MHz, mit einer hardwarebedingten Lücke zwischen 1100 und 1270 MHz. Die Demodulation erfolgte auf dem angeschlossenen Computer. Dadurch konnten auch andere Satelliten und Funkdienste empfangen werden, beispielsweise UKW-Rundfunk oder TV-Ton. Die nächste Version des Dongles überstrich den Frequenzbereich von 150 kHz bis 1900 MHz mit einer Lücke zwischen etwa 240 und 420 MHz.